# 北原Mirei
北原ミレイ（きたはら みれい，1948年7月18日—），日本女歌手。

## 简介
愛知縣豐橋市櫻ヶ丘高中畢業。高二時開始接受歌唱訓練，畢業後上京。一邊在夜店唱歌一邊師從濱口庫之助和大本恭敬等作曲家，磨煉實力。後來被水原弘注意到，推薦給名詞人阿久悠，成功於1970年以《ざんげの值打ちもない》出道。